# Jan Boelaars
Johannes (Jan) Honoré Marie Cornelis Boelaars (Tilburg, 17 februari 1915 – aldaar, 19 juni 2004) was een Nederlands missionaris, taalkundige en cultureel antropoloog. 

## Geestelijke en antropoloog
Johannes Boelaars M.S.C. was een jonge pater van het Heilig Hart die in april 1940, enkele weken voor de Duitse inval in Nederland, van zijn superieuren te horen kreeg dat zijn bestemming als missionaris Nederlands-Nieuw-Guinea werd, maar onder de voorwaarde dat hij eerst een universitaire studie in de antropologie zou voltooien. Boelaars deed dat in Utrecht, maar door de bezettingsjaren liep zijn studie vertraging op. Toch maakte hij die af en in 1950 promoveerde hij op de talen van de zuidwestkust van Nieuw-Guinea. De linguïstische gegevens die hij in zijn dissertatie verwerkte, waren afkomstig van missionaris-volkenkundige Piet Drabbe, die eerder ter plaatse onderzoek had gedaan naar de daar gesproken talen en dialecten.

## Nieuw-Guinea
Na zijn promotie ging Boelaars in 1950 naar Nieuw-Guinea waar hij tot 1968 zou werken. Hij was hoofdzakelijk actief in het toen nog weinig bekende stroomgebied van de rivieren de Mappi en de Digoel in het zuidoosten van het Nederlands gebied. Over de strijdlustige bevolkingsgroepen die daar leefden, de Yahray (door hem aanvankelijk Mappiërs en later Jaqai genoemd) en de Mandobo schreef hij gedetailleerde etnografische studies, die alle commercieel werden gepubliceerd.

## Indonesië en Nederland
Van 1970 tot 1984 was Boelaars docent aan verscheidene Indonesische seminaries. In 1986 keerde hij terug naar Merauke om het archief van zijn congregatie te ordenen dat zich daar bevond. Vanaf 1990 woonde hij weer in Nederland. Daar wijdde hij zich aan de geschiedenis van het missieveld in Zuid Nieuw-Guinea, die in de jaren negentig in drie lijvige delen verscheen. Ook publiceerde hij autobiografisch werk. Jan Boelaars stierf in 2004 in zijn geboortestad.

## Missionarissen als wetenschappelijke onderzoekers
Pater Jan Boelaars heeft een substantiële bijdrage geleverd aan de kennis van de culturen van de zuidkust van West Nieuw-Guinea. Hierin stond hij niet alleen. Veel missionarissen van de congregatie van het Heilig Hart gingen hem voor in hun interesse in de talen en culturen van hun arbeidsveld: Jos van der Kolk, Henricus Geurtjens, Petrus Vertenten, Piet Drabbe, Jan Verschueren en Cees Meuwese. Hun publicaties hebben er zeer toe bijgedragen dat de kennis van een aantal lokale culturen, talen en dialecten is vastgelegd voor ze ingrijpend veranderden of verdwenen onder invloed van de moderne tijd.